# تشيني أوغوميك
تشيني أوغوميك (بالإنجليزية: Chiney Ogwumike)‏ مواليد 21 مارس 1992 في تومبول، هي لاعبة كرة سلة أمريكية. بدأت مسيرتها الاحترافية في سنة 2014. تم اختيارها من قبل فريق كونيتيكت صن خلال الدرافت. تلعب مع كونيتيكت صن في دوري الاتحاد الوطني لكرة السلة النسائية. وتحمل الرقم 13. لعبت مع كونيتيكت صن ونادي سكيو لكرة السلة للسيدات.

## روابط خارجية
- تشيني أوغوميك على موقع الاتحاد الدولي لكرة السلة (الإنجليزية)
- تشيني أوغوميك على موقع الاتحاد الوطني لكرة السلة النسائية (الإنجليزية)
- تشيني أوغوميك على موقع fiba3x3.com (الإنجليزية)
- تشيني أوغوميك على موقع كرة السلة الأوروبية.كوم (الإنجليزية)
- تشيني أوغوميك على موقع كلية كرة السلة في سبورتس رفرنس.كوم (الإنجليزية)
- تشيني أوغوميك على موقع بروبوليرز (الإنجليزية)
- تشيني أوغوميك على موقع سبورتس رفرنس (الإنجليزية)